# Hazelhurst
Hazelhurst – miasto w Stanach Zjednoczonych, w stanie Wisconsin, w hrabstwie Oneida.